# Willy Semmelrogge
Willy Semmelrogge, né le 15 mars 1923 à Berlin et mort le 10 avril 1984  à Berlin-Ouest, est un acteur allemand.

## Biographie
Willy Semmelrogge a joué dans 65 films et téléfilms entre 1956 et 1984.

## Filmographie

### Cinéma
- 1974 : L'Énigme de Kaspar Hauser de Werner Herzog
- 1979 : Woyzeck de Werner Herzog

### Télévision
- 1977 : Die Vorstadtkrokodile (téléfilm)
- 1981 : Inspecteur Derrick (Saison 8, épisode 8 : Prozente)